# Philadelphia Civic Center
 (avril 2025).
Si vous disposez d'ouvrages ou d'articles de référence ou si vous connaissez des sites web de qualité traitant du thème abordé ici, merci de compléter l'article en donnant les références utiles à sa vérifiabilité et en les liant à la section « Notes et références ».
Le Philadelphia Convention Hall and Civic Center, également connu sous le nom de « Philadelphia Civic Center » et de « Philadelphia Convention Center, » était une salle omnisports située à Philadelphie en Pennsylvanie. Sa capacité était de 9600 places pour le basket-ball, 12 037 places pour les concerts et 15 000 places pour les conventions. Construit en 1931 sous le nom de « Municipal Auditorium », elle fut la salle de l'équipe NBA des Philadelphia Warriors de 1952 à 1962, puis des Philadelphia 76ers de 1963 à 1967.

## Événements
Le Philadelphia Convention Hall and Civic Center a été le siège des conventions du parti démocrate en 1936 et 1948 et du parti républicain en 1900, 1940 et 1948.
Il a également été le lieu d'organisation du NBA All-Star Game 1960.